# Stębark
Stębark (původně německy Tannenberg) je vesnice ve správním obvodu Gmina Grunwald, v okrese Ostróda, ve Varmijsko-mazurském vojvodství, v severním Polsku. Je známá především díky dvěma historickým bitvám, které se zde nebo poblíž odehrály: bitva u Grunwaldu v roce 1410 a bitva u Tannenbergu v první světové válce.

## Poloha
Vesnice se nachází na západním okraji historické Mazury, jihovýchodně od Dylewské Góry. Leží přibližně 25 km jihovýchodně od Ostródy a 40 km jihozápadně od hlavního města regionu Olštýn. V letech 1975–1998 byla obec součástí Olštýnského vojvodství.

## Dějiny
První zmínka o osadě jako Tannenberge pochází z roku 1335, kdy byla tato oblast součástí země Řádu německých rytířů. Staropolský název Sztambark je doložen již z roku 1426.

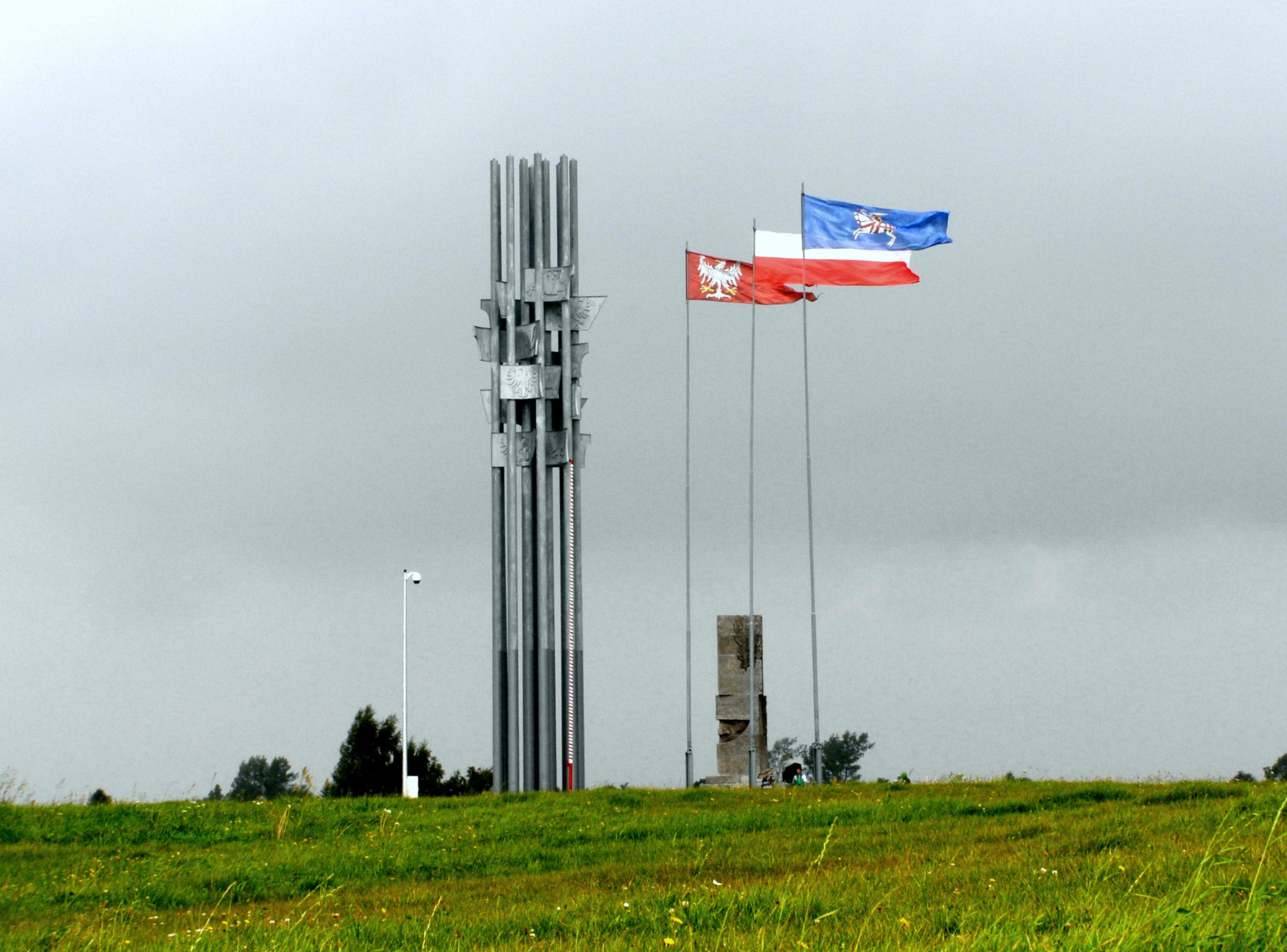
Grunwaldský památník

Dne 15. července 1410 porazilo spojené vojsko Polského království a Litevského velkoknížectví vedené králem Vladislavem II. Jagellem a velkoknížetem Vytautasem, doplněné žoldnéřskými oddíly z Čech, v bitvě u Grunwaldu německé rytíře vedené velmistrem Ulrichem von Jungingen. Místem jezdecké bitvy, jedné z největších v celém středověku, bylo ve skutečnosti vřesoviště mezi vesnicemi Tannenberg a sousední Grünfelde (dnes Grunwald), které král Vladislav zmiňuje jako „loco conflictus nostri ... dicto Grunenvelt“. Bitva, kterou polský kronikář Jan Długosz (1415–1480) přejal jako Grunwald, se v polštině nazývala Bitwa pod Grunwaldem, zatímco německá historiografie ji pojmenovala Schlacht bei Tannenberg podle prostoru rozmístění křižáckých vojsk.
Po uzavření toruňského míru v roce 1411 nechal řád německých rytířů na místě, kde byl v bitvě zabit Ulrich von Jungingen, postavit dámskou kapli. V roce 1454 král Kazimír IV. Jagellonský na žádost protitěšínského Pruského spolku připojil oblast k Polskému království. Po následné třináctileté válce (1454–1466) se stala součástí Polska jako léno, které bylo až do roku 1525 v držení Řádu německých rytířů, a poté po pruském holdování světským vévodstvím Prusko. Stębark, zpustošený vojsky Lipky a Krymských Tatarů během potopy druhé severní války v roce 1656, byl spolu s Mazury v rámci prvního dělení Polska v roce 1772 připojen k Pruskému království a začleněn do provincie Východní Prusko.
V roce 1914 během první světové války dosáhla německá armáda pod velením generála Paula von Hindenburga v bitvě u Tannenbergu významného vítězství nad ruskými carskými vojsky, která zaútočila na Východní Prusko. Boje trvaly od 26. do 30. srpna a zahrnovaly vlastně širokou škálu bojišť s centrem u Olštýnka, tehdy známého jako Hohenstein. Vítězní Němci však na Hindenburgovu žádost bitvu pojmenovali podle nedalekého Tannenbergu z propagandistických důvodů a také proto, aby se stala symbolem jakési pomsty za středověkou porážku. V roce 1934 se zde konal von Hindenburgův pohřeb. Za druhé světové války propůjčil mýtus Tannenberg název německé vyhlazovací akci Operace Tannenberg namířené proti Polákům, zatímco bitva na Tannenberské linii odkazuje na tažení na východní frontě, které se odehrálo v Estonsku.
Po porážce Německa v roce 1945 se Stębark spolu s Mazury stal podle Postupimské dohody opět součástí Polska, ovšem se sovětským komunistickým režimem, který zůstal u moci až do roku 1989. Zbývající německé obyvatelstvo bylo rovněž v souladu s Postupimskou dohodou odsunuto.

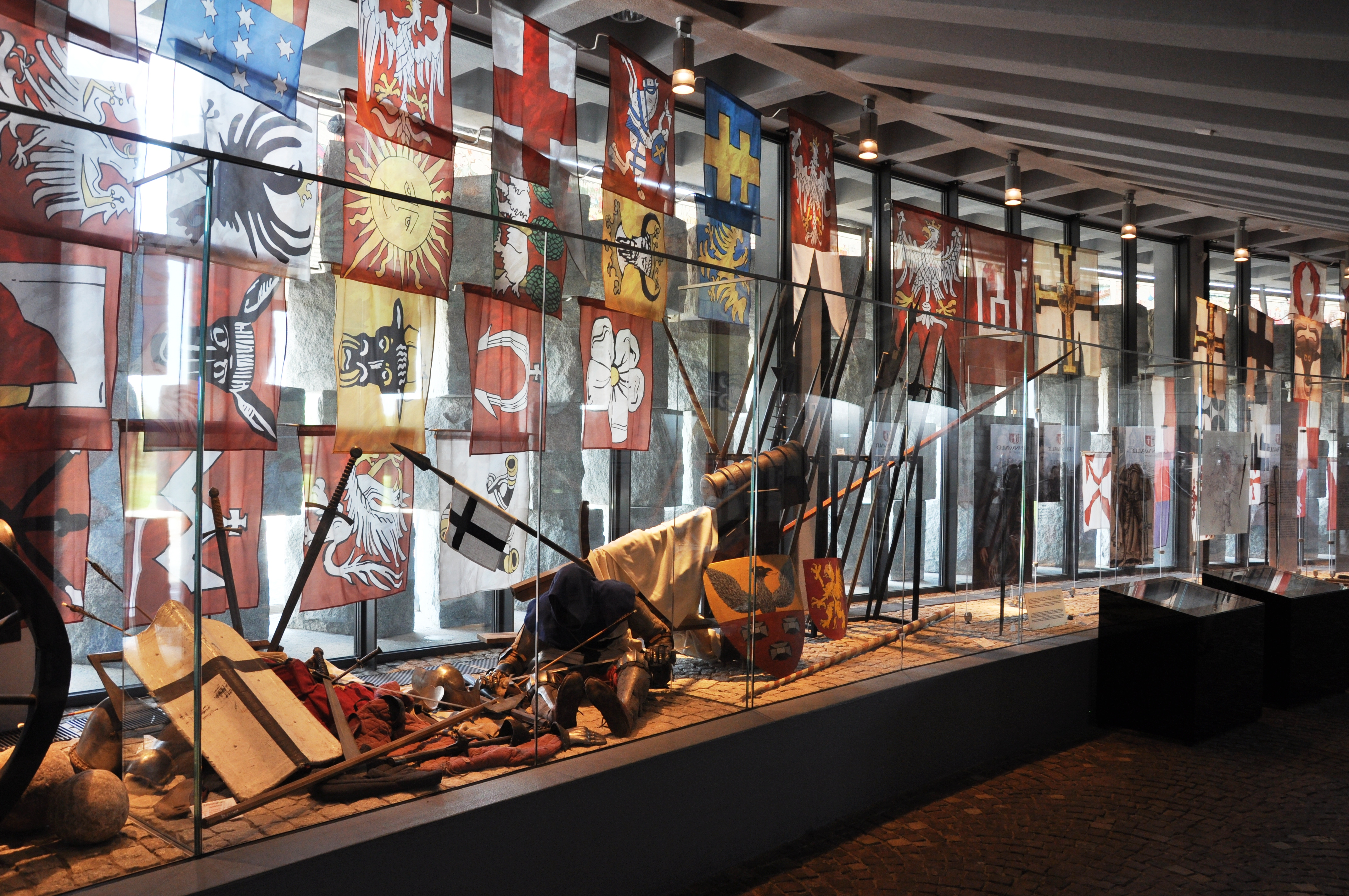
Muzeum bitvy u Grunwaldu

## Pamětihodnosti
Hlavními pamětihodnostmi Stębarku jsou Muzeum bitvy u Grunwaldu a historický kostel Nejsvětější Trojice. V blízkosti se nachází Grunwaldské bojiště.